# Weddington
Weddington es un influyente pueblo ubicado en el condado de Union y condado de Mecklenburg en el estado estadounidense de Carolina del Norte. La localidad en el año 2000, tenía una población de 6.696 habitantes en una superficie de 41,2 km², con una densidad poblacional de 163,7 personas por km².

## Geografía
Weddington se encuentra ubicado en las coordenadas 35°1′19″N 80°43′55″O / 35.02194, -80.73194. Según la Oficina del Censo, la localidad tiene un área total de 41,2 km² (15,9 mi²), de la cual 40,9 km² (15,8 mi²) es tierra y 0,3 km² (0,1 mi²) (0.69%) es agua.

### Localidades adyacentes
El siguiente diagrama muestra a las localidades en un radio de 12 kilómetros (7,5 mi) de Weddington.

## Demografía
En el 2000 la renta per cápita promedia del hogar era de $97.617, y el ingreso promedio para una familia era de $102.120. El ingreso per cápita para la localidad era de $37.295. En 2000 los hombres tenían un ingreso per cápita de $80.019 contra $38.750 para las mujeres. Alrededor del 1.50% de la población estaba bajo el umbral de pobreza nacional.